# NIC-29
La NIC-29 es una importante carretera nacional clasificada como troncal secundaria en Nicaragua. Esta vía comienza en el Sur, conectándose con la NIC-15 y CA-06 en el extremo norte de la ciudad de Ocotal, departamento de Nueva Segovia, y culmina cerca del pueblo de Teotecacinte en la frontera entre Honduras y Nicaragua, conectándose con la Ruta 91. 

## Extensión
Con una extensión de 83,49 km, la NIC-29 juega un rol clave en la conectividad y transporte de la región.